# نجلاء أبو عز الدين
نجلاء مصطفى أبو عز الدين (22 مايو 1907 - 2008)، والمعروفة أيضاً باسم نجلاء أبو عز الدين، كانت عالمة أنثروبولوجيا، ومعلمة، ومؤرخة، ودبلوماسية لبنانية. كما حاضرت في الموضوعات العربية في أمريكا الشمالية خلال الأربعينيات والخمسينيات من القرن الماضي، ومؤلفة للعديد من تواريخ العالم العربي. وشاركت في تأسيس مؤسسة الدراسات الفلسطينية في بيروت في 1963.

## حياتها المبكرة وتعليمها
ولدت نجلاء في العبادية لعائلة درزية، وهي ابنة مصطفى أبو عز الدين وحلينة عز الدين. كان والدها طبيباً عسكرياً ومسؤولاً عن الصحة العامة. وكان عميها هما الصحافي سليمان أبو عز الدين والقاضي محمد أبو عز الدين. التحقت بالمدرسة الأمريكية للبنات في بيروت، ومدرسة ليسيه راسين في باريس، وتخرجت في كلية فاسار في 1930. وأصبحت أول امرأة عربية تحصل على درجة الدكتوراه في 1934 من جامعة شيكاغو. كانت أطروحتها للماجستير بعنوان «طه حسين وفجر الإسلام»، بينما كانت رسالتها للدكتوراه بعنوان «الأصول العرقية للدروز» (1934).

## حياتها المهنية
درست نجلاء الأنثروبولوجيا في كلية المعلمين في بغداد عقب تخرجها، وكانت أول امرأة تُدرس للطلاب الذكور هناك. كما دَرَسَت في الجامعة الأمريكية في بيروت، وكانت مديرة مدرسة للبنات في دمشق. عاشت في لندن خلال الحرب العالمية الثانية، حيث أجرت بحثاً لكتابها عن التاريخ العربي، وعملت على تأسيس جامعة الدول العربية.
كانت نجلاء عز الدين ضمن طاقم مكتب جامعة الدول العربية في واشنطن العاصمة ابتداءً من 1945. ومندوبة إلى مؤتمر الأمم المتحدة حول المنظمة الدولية، الذي عقد في سان فرانسيسكو في 1945. ألقت محاضرات في الولايات المتحدة وكندا في الأربعينيات، وبعد نشر كتابها العالم العربي، الماضي والحاضر والمستقبل (1953)، برعاية أصدقاء الشرق الأوسط الأمريكيين. غالباً ما خاطبت المنظمات النسائية، بما في ذلك جمعية الشابات المسيحية، وبنات الثورة الأمريكية، ورابطة النساء الناخبات، والجمعية الأمريكية للنساء الجامعيات. عارضت بعض المنظمات اليهودية ظهورها العلني. وراسلت الباحث ألفونس منغنا.
أصبحت نجلاء عز الدين عضواً في الجمعية الشرقية الأمريكية في 1931. وأسست مؤسسة الدراسات الفلسطينية في بيروت في 1963.

## مؤلفاتها
- تاريخ ابن الفرات (1939، مجلدان، شارك في تحريره قسطنطين زريق)
- العالم العربي، الماضي والحاضر والمستقبل (1953)[18]
- ناصر العرب (1975 بالفرنسية، 1981 بالعربية)[19]
- الدروز: دراسة جديدة لتاريخهم وإيمانهم ومجتمعهم (1984، الطبعة الثانية. 1993)[20][21]